# House of Gold & Bones – Part 1
House of Gold & Bones - Part 1 – czwarty album studyjny amerykańskiej grupy muzycznej Stone Sour.

## Lista utworów
1. "Gone Sovereign" - 4:03
2. "Absolute Zero" - 3:49
3. "A Rumor of Skin" - 4:11
4. "The Travelers, Pt. 1" - 2:26
5. "Tired" - 4:11
6. "RU486" - 4:22
7. "My Name Is Allen" - 4:18
8. "Taciturn" - 5:25
9. "Influence of a Drowsy God" -	4:29
10. "The Travelers, Pt. 2" - 3:01
11. "Last of the Real" - 3:01

## Twórcy
- Corey Taylor − śpiew
- James Root − gitara
- Josh Rand − gitara
- Roy Mayorga − perkusja
- Rachel Bolan - gitara basowa